# Fusta de planxar

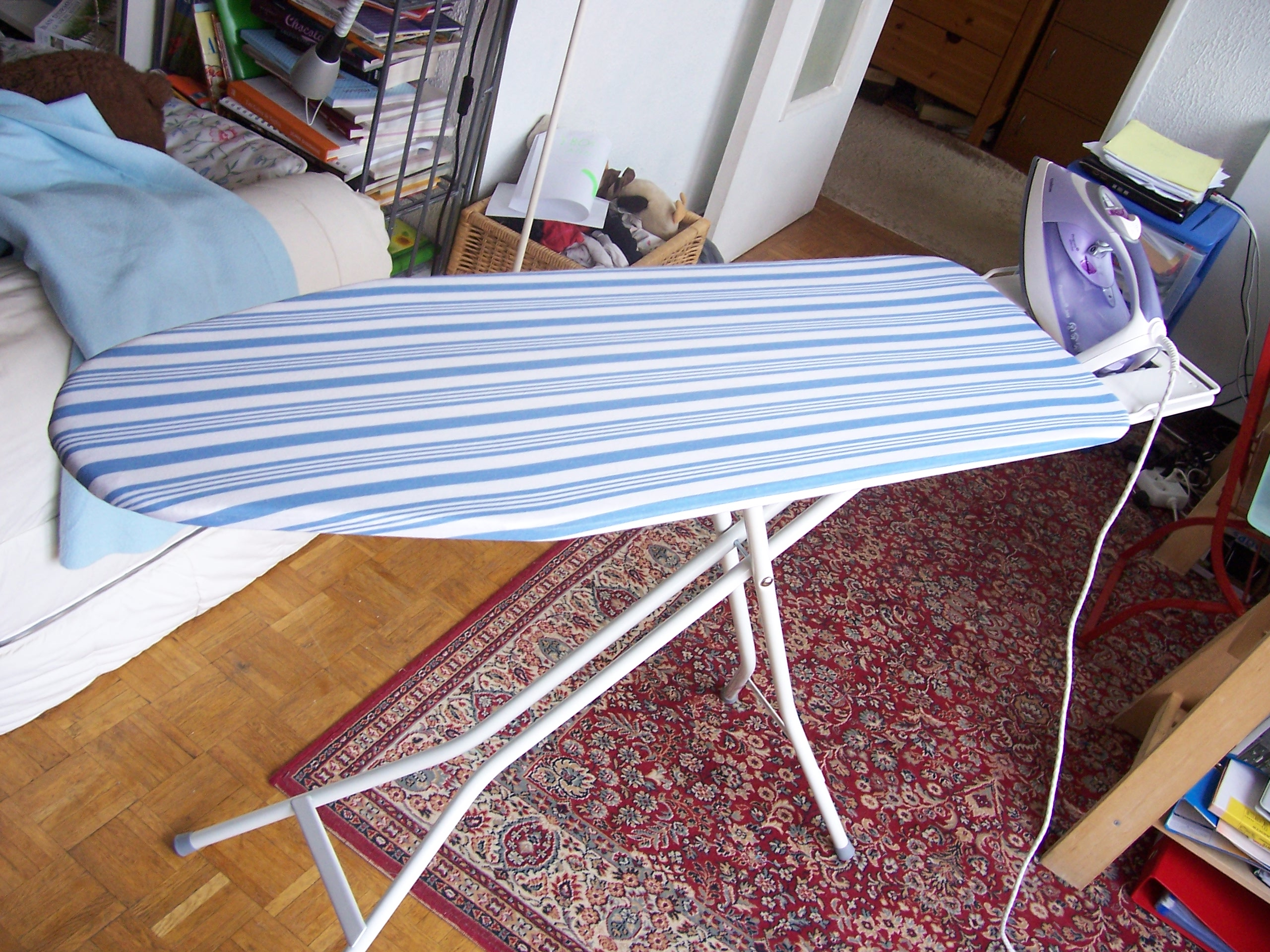
Post de planxar

La fusta de planxar, també coneguda com a taula de planxar, post de planxar o post d'allisar, és un suport que s'utilitza per a allisar roba que consta bàsicament de dues peces:
- Una superfície plana, llarga i estreta fabricada generalment d'alumini sobre la qual es col·loquen les peces per planxar. A l'extrem hi ha un suport metàl·lic on es recolza la planxa mentre s'escalfa i mentre es prepara la roba.
- Un cavallet metàl·lic. És una estructura de quatre potes rígides plegable, rematada als extrems per uns protectors de plàstic que eviten el seu lliscament. És regulable en alçada, ja que una secció de la base bascula lliurement i es pot subjectar a un dels enganxalls presents a la fusta per sota. Com més allunyat estigui del centre, a menor altura es col·locarà la fusta.

La fusta se sol cobrir amb una funda ignífuga sobre la qual es recolzaran les peces.

## Història

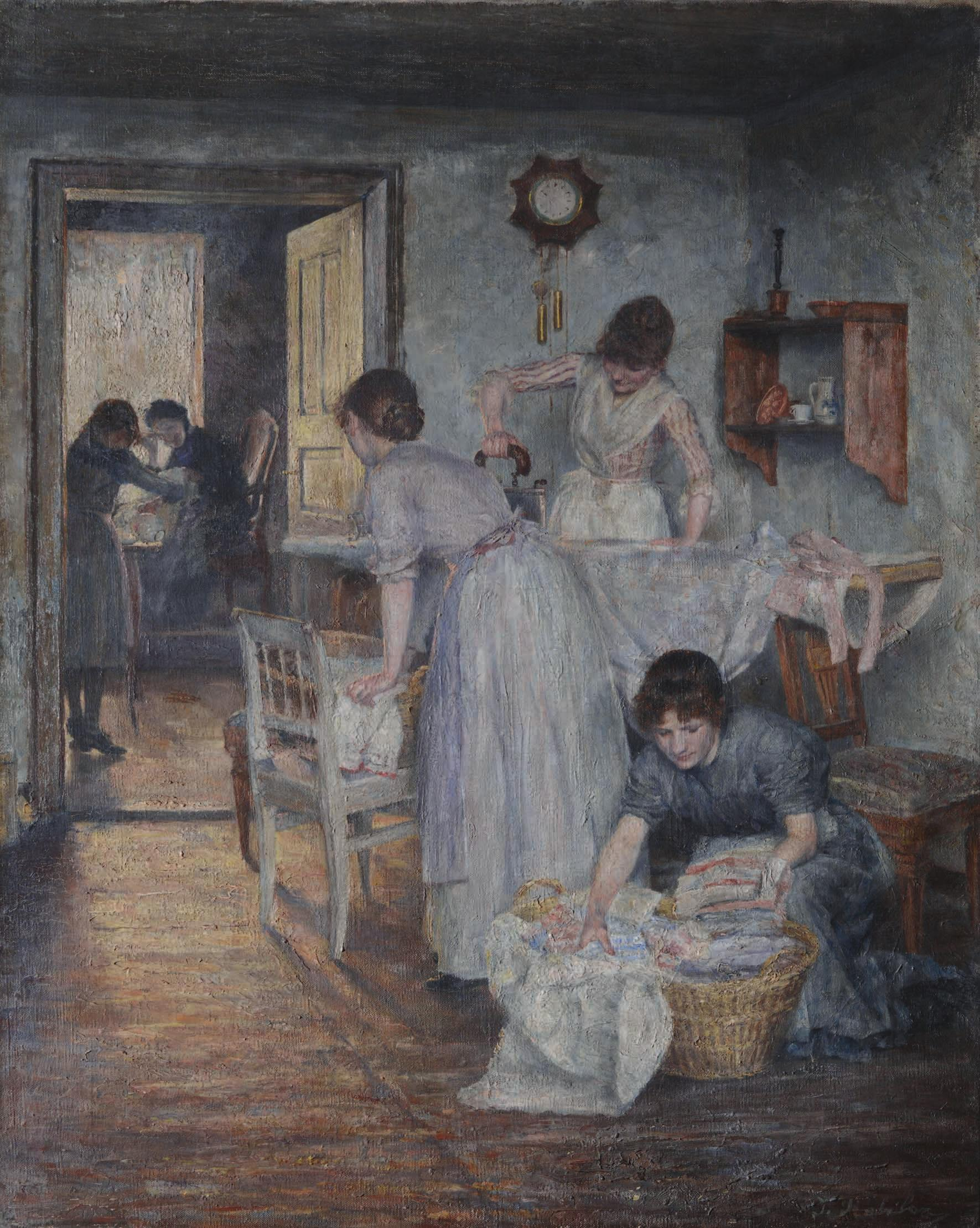
Post de planxar sobre suport de cadires (1891)

Antigament, s'emprava el terme post de planxar, ja que el suport utilitzat per planxar consistia en un mer tauler sense potes de suport. Abans de la difusió de taules amb estructura, les mestresses de casa col·locaven una simple post de fusta als respatllers de dues cadires o simplement el recolzaven a les taules de cuina per allisar les seves peces. Al segle xix hi ha força literatura aconsellant sobre les mesures ideals de les posts de planxar, els millors materials per confeccionar-les i amb quina superfícies havien de ser cobertes.
Les fustes amb estructura incorporada, tal com les coneixem actualment, no van arribar fins a l'època victoriana. La primera patent als Estats Units per a un estri semblant es remunta als anys 1860. Des d'aquell moment es van desenvolupar diversos models d'estris de planxar i taules plegables. Els inventors van presentar a més a més patents per a taules d'ús específic per a planxar mànigues o barrets.